# 普卡哈薩山 (烏魯班巴區)
13°12′29″S 72°05′01″W / 13.20806°S 72.08361°W
普卡哈薩山（Pucajasa），是秘魯的山峰，位於該國東南部庫斯科大區，由烏魯班巴省的烏魯班巴區負責管轄，屬於烏魯潘帕山脈的一部分，海拔高度約4,800米。